# Youpi ! L'école est finie
Youpi ! L'école est finie est un bloc de programmes pour la jeunesse diffusé chaque jour de 17 h 00 à 18 h 00 du 2 mars 1987 au 12 avril 1992, présenté par Zappy le lapin de l'espace (1989-1991) puis Laurent Mariotte, et Hervé Caffin (avril - mai 1991); enfin Slow Lointaine (mai 1991) sur La Cinq. Sa version matinale diffusée de 7 h 00 à 9 h 00 juste après le journal permanent s'intitulait simplement Youpi !. Et Youpi, les vacances ! durant les vacances scolaires.
L'émission a permis aux jeunes Français de découvrir des dessins animés pour la plupart japonais importés par Silvio Berlusconi à travers Fininvest qui en avait les droits. Elle diffusa aussi d'anciens dessins animés déjà diffusés dans Récré A2 et le Club Dorothée.

## Histoire
En Italie, l'émission Youpi ! L'école est finie est basée sur Bim bum bam, un bloc de programmes pour la jeunesse des chaînes locales italiennes du groupe Rusconi qui existe en Italie depuis septembre 1981. Avec la naissance du réseau national Italia 1, qui a eu lieu le 3 janvier 1982, l'émission est transférée sur la chaîne à 16 h 30. Lorsque la Fininvest de Silvio Berlusconi (déjà propriétaire de Canale 5) acquiert Italia 1, le programme fait l'objet d'un changement radical: la production est confiée à Alessandra Valeri Manera. Dès le 12 septembre 1983 à 16 h la programmation devient essentiellement japonaise avec des programmes sous licence Fininvest : Les Attaquantes ,  Karine, l'aventure du Nouveau Monde ,  Rody le petit Cid ,  Jeanne et Serge ,  Le Tour du monde en quatre-vingts jours ,  L'Oiseau bleu , mais il y a aussi des dessins-animés américains comme  Les Schtroumpfs  et la série télévisée américaine  L'Homme de l'Atlantide .
En Allemagne, l'émission italienne connaît une déclinaison allemande sous le titre Bim Bam Bino (de) à partir du 16 janvier 1988 sur Tele 5.
En France, les séries d'animation et programmes sont programmés par Carlo Freccero et fournis par la société Reteitalia. En 1989, les dessins-animés japonais représentent 59.5%, puis 58% des programmes jeunesse de la chaîne en 1990. Puis de 1990 à 1991, Xavier Couture dirige l'unité jeunesse de La Cinq,. Il achète des programmes chez d'autres fournisseurs comme Saban, lance des émissions comme Babylone et des coproductions avec IDDH. La chaîne va investir 65 millions de francs en coproduisant 120 heures de de dessins animés d'ici à 1992. Puis Jean Minot assure la programmation jusqu'au 12 avril 1992.

« Xavier Couture, directeur des programmes pour la jeunesse, s'inquiète du « désastre psychologique causé par l'invasion des produits japonais. (...) »

— Xavier Couture dans Stratégies du 21 octobre 1991.

« Par méconnaisance, par ignorance, par crétinisme, les intellectuels français ont stigmatisé l'une des plus belles créations du 20e siècle, qui est le dessin-animé japonais. C'est magnifique le dessin-animé japonais. C'est magnifique. Et je pèse mes mots. C'est magnifique. Voilà. J'adore Dragon Ball. Je trouve que Candy c'est génial. (...) »

— Xavier Couture dans La Télé par AB du 1er avril 2009

## Évolution de la programmation
Les programmes jeunesse sur La Cinq démarrent timidement, en effet les jeunes téléspectateurs auront droit à des épisodes inédits des Schtroumpfs dès le 21 février 1986, et ce, tous les dimanches à 19 h 30. La Fininvest ayant acquis les droits pour la France à partir de la saison 4.
Il faudra attendre le 2 mars 1987 pour qu'un vrai rendez-vous quotidien s'installe sous le titre Youpi ! L'école est finie du lundi au samedi : 17 h : Les Schtroumpfs, 17 h 25 : Princesse Sarah, et 18 h : Arnold et Willy.
Puis, viendront s'ajouter: T'as l'bonjour d'Albert, King Arthur, Cathy la petite fermière et Robotech. Des dessins-animés sous licence Fininvest.
Mais la vraie bataille commence à la rentrée 1987. Dorothée arrive sur TF1. Sur La Cinq, débarquent Emi magique, Dans les Alpes avec Annette et Jeanne et Serge dès le 31 août 1987. Silvio Berlusconi a en effet acquis tous les droits des dessins-animés internationaux, pour l'Europe entière. Les programmes du Club Dorothée sont donc essentiellement composés de rediffusions issues des vieux stocks de TF1.

### Inédits
La plupart des dessins animés diffusés de 1987 à 1990 seront des inédits d'origine japonaise provenant du catalogue de Berlusconi. Ces dessins animés auront déjà conquis les jeunes téléspectateurs italiens de Canale 5, et de Italia 1. Parmi les plus populaires, on peut citer Olive et Tom, Princesse Sarah, Jeanne et Serge, Creamy, merveilleuse Creamy, Max et compagnie ou Embrasse-moi Lucile. Après la France, ils passeront aussi en Espagne sur Telecinco. À partir de 1989, la chaîne achète également quelques dessins animés japonais à AB Productions pour compléter son offre jeunesse (L'Académie des ninjas, Grand Prix, Smash, Nolan, À plein gaz, Misha...) ainsi qu'à UGC (Sous le signe des Mousquetaires, Magie bleue).

### Club DorothéechezYoupi!
Au cours de la guerre que se livrent TF1 et La Cinq, fin 1990 Berlusconi qui sent le navire couler, vend les droits des dessins-animés historiques de La Cinq à AB Productions. Contraignant La Cinq à se fournir chez AB, le grand rival, jusqu'à 1 000 heures de dessins animés au tarif de 25 000 Frs.
En fait AB joue sur les deux tableaux: afin de neutraliser la cinquième chaîne, TF1 via AB programme Salut les filles, série inédite destinée à La Cinq. Mais AB la diffuse sous le titre Tommy et Magalie en enlevant le générique interprété par Claude Lombard. Dans la foulée, le Club Dorothée rediffuse début 1991 aussi Robotech, Olive et Tom, Le Petit Lord, Une vie nouvelle ou Embrasse-moi Lucile rebaptisé Lucile, amour et Rock'n Roll, etc. Du coup, la chaîne se fournira chez Saban : Samouraï Pizza Cats, Pinocchio (1972). Ironie du sort, La Cinq, ainsi vidée de ses dessins animés historiques, devra aussi se fournir chez AB Productions qui lui cède ses fonds de stocks. C'est ainsi qu'arriveront à l'antenne dès fin 1990 : Goldorak, Candy Candy, Mes tendres années, Wingman, Georgie. Ainsi que deux inédits (là encore achetés à AB) : Paul le pêcheur et Nadia, le secret de l'eau bleue; ce dernier étant un transfuge du catalogue de Berlusconi. AB via sa filiale Animage ayant en effet racheté le catalogue de Berlusconi, il en revend une partie à La Cinq mais en réserve les titres les plus populaires pour TF1. Au cours de l'année 1991, la chaîne réussira tout de même à mettre à l'antenne deux séries acquises auprès des italiens et longtemps restées au placard malgré leur doublage achevé : La Reine du fond des temps et Théo ou la Batte de la victoire

### Coproductions
- Adaptations de bandes dessinées françaises:

Avec la production Jingle, La Cinq met en chantier 3 adaptations de bandes dessinées françaises.
En 1989, le premier dessin animé produit par la chaîne devait être Lucien d'après Margerin. Le dessinateur préféra créer  Manu pour la télévision. 
Michel Vaillant d'après Jean Graton devait être diffusé sur La Cinq en décembre 1990 - janvier 1991, comme l'annonçait la chaîne le 15 août 1990, avant d'être déprogrammé. 
Enfin, Spirou et Fantasio d'après Jean Dupuis, Rob-Vel et Jean Doisy ne restera qu'au stade de bande annonce promotionnelle
- Adaptations de personnages anglo-saxons :

Puis sous l'impulsion du groupe Hachette, La Cinq se lancera dans la coproduction de dessins-animés. Soit 2,5 millions de francs,. Ainsi naîtront La Petite Boutique, Bucky O'Hare... contre les Krapos !, Barnyard commandos, Draculito, mon saigneur.
Seul Bucky O'Hare aura le temps d'être diffusé du « vivant » de La Cinq.

## Génériques et présentation
- 2 mars 1987 : le premier générique sous forme d'animation, présente deux craies écrivant sur un tableau noir le titre « Youpi ! L'école est finie ». Le thème du générique est une version réorchestrée et accélérée du générique de Denis la petite peste de 1959, composé par William Loose.
- 6 juin 1987 : les titres des dessins-animés sont écrits sur des cahiers d'écolier, et sortent d'un cartable, après qu'une voix d'enfant eut crié « Youpi ! L'école est finie ».
- Les mois suivants, le tout premier générique réapparait.
- Novembre 1988 : Après plusieurs mois d'absence totale, un nouveau générique apparaît montrant divers extraits de dessins animés, et une voix d'enfant criant « Youpi ! L'école est finie !». C'est aussi le début du parrainage. Un jingle des poupées Famille Glady précède le programme[27].
- janvier 1989 : Un vaisseau spatial arrive, avec à son bord Zappy le lapin de l'espace[3] et son robot jaune.
- septembre 1989: Le lapin se met à parler et des lancements précèdent chaque dessin animé. Zappy apparaît aussi dans les bandes-annonces de la chaîne pour les fêtes de fin d'année en décembre 1989, et décembre 1990[28].
- 2 avril 1991 : Hachette, le nouvel actionnaire de La Cinq marque sa présence avec un nouvel habillage pour la chaîne, signé Jean-Paul Goude. Xavier Couture dirige l'unité jeunesse depuis 1990. Exit le lapin. Les personnages des séries animées apparaissent dans des bulles ! Les dessins animés sont précédés de sketchs de Youpi ! La Piratévé[7], interprétés par 3 comédiens dont Laurent Mariotte, et Hervé Caffin (Plus belle la vie).
- 10 juin 1991: Un dernier habillage animé montre des adolescents portent casquettes et pantalons baggy, c'est la génération rap[9] ! Les dessins animés sont présentés par Slow Lointaine, une marionnette ressemblant à Laurent Baffie, accompagné de Loupiotte (une lampe de bureau), Révax (un monstre, voix: Jean-Marie Burucoa), et une cafetière. Carambar[29],[30] annonce tout l'été que Slow Lointaine présentera à la rentrée un concours de blagues.

## Émissions et magazines jeunesse
Parallèlement aux dessins animés, quelques émissions destinées à la jeunesse seront mises à l'antenne. Certaines dans "Youpi ! L'école est finie", d'autres dans la continuité du programme.
- En route pour l'aventure à partir du 2 novembre 1988. Jeu d'aventures produit par La Cinq et présenté par Michel Robbe (remplacé par Pierre-Arnaud Juin en 1991). Sponsorisé par Banga dont le titre du jeu reprend à quelques mots près, le slogan de la boisson aux fruits: "En route vers l'aventure". Il reprend en partie La Porte magique. La musique de la publicité composée par Richard Gotainer sera utilisée pour le générique de l'émission. Ce jeu sera sans conteste l'émission jeunesse la plus connue de la chaîne.
- Baloon's circus du 3 avril 1991[31],[32] au 26 juin 1991[33], présenté par Thierry Dochler. Deux équipes s'affrontent en gonflant des ballons.
- Babylone à partir du 4 avril 1991[32]. Magazine sur les comics, les mangas, les films fantastiques, présenté par Numa Roda-Gil (transfuge de Giga). L'émission diffusera pour la première fois à la télévision Bouge de là de MC Solaar, dans un clip spécialement tourné pour l'occasion.
- Superchamps du 7 avril 1991[34] au 12 avril 1992[35]. Véritable rallye tout terrain pour enfants, présenté par Eric Bacos et Jacques Perrotte produit par Laure Chouchan pour Tilt productions. Il s'agit de l'adaptation de l'émission britannique du même nom, diffusée sur Channel 4 du 27 janvier 1987 à 1989.
- Dimanche à la maison[36] : émission présentée par Jacques Perrotte du 7 avril 1991 à août 1991 avec Show Bugs Bunny[37], Tous au cirque[38] et La Famille des collines.
- Jouons les pin's ! à partir du 25 septembre 1991. Tous les mercredis, ce magazine présenté par Amanda Mc Lane, surfera avec malice sur le phénomène "pin's" en passant en revue les épinglettes du moment. On appréciera le titre qui est un jeu de mots avec la ville de Juan-les-Pins !
- Pas de panique à partir du 9 septembre 1991. Diffusé du lundi au vendredi, ce jeu présenté par Amanda Mc Lane produit par Jacques Antoine pour JAC. C'est l'adaptation du jeu de société No panic lancé par Mattel quelques mois plus tôt. L'équipe gagnante remportait, d'ailleurs une boîte dudit jeu.
- Youpi ! jeux vidéo à partir du 4 décembre 1991[39]. Tous les mercredis, ce magazine présenté par Yann Kérampran passe en revue l'actualité des jeux vidéo.

## Inédits non diffusés
Xavier Couture, l'ancien responsable des programmes jeunesse de La Cinq de 1990 à 1991, lance M6 Kid, dès le 31 août 1992 présenté par Amanda Mc Lane.
En effet, après avoir abandonné son émission jeunesse Graffi'6, lancée en 1987, M6 revient dans la course, après le dépôt de bilan de La Cinq.
Les premières coproductions qui y sont diffusées, sont des dessins-animés initiés par La Cinq. Ainsi seront diffusés: Bucky O'Hare, La Petite Boutique, Barnyard commandos et Draculito, mon saigneur. Seul Bucky O'Hare aura eu le temps d'être partiellement diffusé du « vivant » de La Cinq.
Quant à Michel Vaillant, il est diffusé en 1997 sur France 2.
Dans M6 Kid, on retrouve aussi des dessins-animés japonais ou américains issus du catalogue de la Fininvest, qu'on aurait dû voir sur La Cinq: Graine de Champion, Cascadogs, Prostars ou Hammerman (ces 2 derniers étant coproduits par DiC, Reteitalia, et Telecinco). Deux animes japonais achetés aux italiens par La Cinq, Papa longues jambes et Tommy et Magalie / Salut les filles, ont finalement été diffusés sur TF1 dans l'émission jeunesse Club Dorothée, à la suite du rachat par AB Productions du catalogue italien Fininvest fin 1990. La Cinq via AB avait aussi acquis Marc et Marie ou Galvion, restés finalement au placard.
Et via la Fininvest, elle avait acquis Erika et Nathalie et ses amis qui seront diffusées sur les chaînes du câble à la fin des années 1990 et au début des années 2000. Enfin, Les Aventures de Robin des Bois diffusé en 1995 sur TF1 et Les Enfants du capitaine Trapp en 1995 sur France 3.

## Dessins-animés

### Inédits
- Princesse Sarah
- Lone Ranger
- King Arthur
- Malicieuse Kiki
- Les Schtroumpfs épisodes inédits de la saison 4 à 8
- Nadia, le secret de l'eau bleue
- Sandy Jonquille
- Susy aux fleurs magiques
- Cynthia ou le Rythme de la vie
- Emi magique
- Gwendoline
- Dans les Alpes avec Annette
- Le Magicien d'Oz
- Robotech
- Creamy, merveilleuse Creamy (Mahō no Tenshi Creamy Mami)
- Le Monde enchanté de Lalabel
- Olive et Tom, champions de foot
- Vanessa ou la magie des rêves
- Jeanne et Serge
- Défenseurs de la Terre
- L'Histoire du Père Noël
- La Petite Olympe et les Dieux
- But pour Rudy
- Le Tour du Monde de Lydie
- Embrasse-moi Lucile
- Lutinette et Lutinou
- Cathy la petite fermière
- Pollyanna
- Les Quatre Filles du Dr March
- Flo et les Robinson suisses
- Vas-y Julie !
- Les Aventures de Claire et Tipoune
- Max et Compagnie
- Une vie nouvelle
- Le Roi Léo
- Le petit Lord
- Karine, l'aventure du Nouveau Monde
- La Tulipe Noire
- Charlotte
- Supernana
- Angie détective en herbe
- Raconte-moi une histoire
- La Reine du fond des temps
- Théo ou la Batte de la victoire
- Sous le signe des Mousquetaires
- Magie bleue
- Les Snorky épisodes inédits de la saison 4
- Bucky O'Hare
- Manu
- Le Manège enchanté
- Soulierville[40]
- Bobobobs
- Les Aventures du Bosco
- Nolan
- L'Académie des ninjas
- Paul le pêcheur
- Grand Prix
- Misha
- Smash[Laquelle ?]
- À plein gaz
- Joe 2
- Gozura
- Samouraï Pizza Cats
- Les aventures du petit koala

### Films
- Le merveilleux Pays d'Oz
- Les Chevaliers du Zodiaque: Les Guerriers d'Abel

### Rediffusions
- Les Triplés
- Dragoon
- Alice au pays des merveilles
- Wingman
- Denis la Malice
- Rémi sans famille
- Goldorak
- Candy
- Dr Slump
- Georgie
- Bécébégé
- Maxie
- Gu gu Ganmo
- Gigi
- Les Familles Sylvanians
- Clémentine
- Mes tendres années (en)
- Spiral Zone
- Pinocchio (1972)
- Peter Pan
- Boule et Bill
- Bof !
- Rambo
- Lazer Tag
- RoboCop
- Les Bisounours (saison 2, Nelvana)
- Yakari
- L'Oiseau des mers
- Caroline et le poudrier magique
- Bouton d'Or
- Les Koalous
- Dino Riders
- Gozura

### Séries
- Arnold et Willy
- Captain Power et les soldats du futur
- Happy Days
- Cap Danger
- Captain Nice
- Dick le rebelle